# Diadenium
Diadenium é um género botânico pertencente à família das orquídeas (Orchidaceae). Foi proposto por Poeppig & Endlicher em Nova Genera ac Species Plantarum 1: 41, em 1836. O Diadenium micranthum Poepp. & Endl. é sua espécie tipo.

## Nota taxonômica
Diadenium, como definido em 2008, é composto por apenas duas espécies, uma é sua espécie tipo, e a outra o é do antigo gênero monotípico Chaenanthe, agora subordinado a Diadenium.
Schlechter, e também Hoehne, em sua Flora Brasílica, consideravam inadmissível a união de dois gêneros com flores tão distintas. O formato do calcar, formado pela base das sépalas laterais de suas flores, diferenciava facilmente estes dois gêneros, em Chaenanthe largo e curto, não fendido na face ventral, porém em Diadenium, longo, delgado e fendido ou pelo menos sulcado.

## Distribuição
São espécies interessantes, epífitas, de crescimento cespitoso, naturais da Amazônia Cisandina, uma mais ao noroeste, outra mais ao oeste, onde ocorrem em matas bastante úmidas, sobre troncos das árvores em locais moderadamente sombreados.

## Descrição
Plantas pequenas, verde escuras ou pardacentas, de curto rizoma e pseudobulbos oblongos, unifoliados, guarnecidos por Baínhas foliares ou não, e folhas coriáceas comparativamente grandes.  A inflorescência, que brota da axila das Baínhas dos pseudobulbos, é paniculada, ereta, com flores púrpura ou de rosa pálido esparsamente distribuídas, mas cujo peso tomba as extremidades das panículas mais carregadas.
As flores são pequenas, de sépala dorsal ereta e laterais na base concrescidas, formando sinsépala ou não, inseridas nos bordos do prolongado pé da coluna formando calcar mais ou menos longo com o labelo emergindo muito acima das sépalas laterais na mesma altura das pétalas e sépala dorsal. pétalas obtusas, reflexas na metade superior.O labelo é longamente unguiculado, em uma das espécies com dois filamentos basilares que ficam metidos no esporão, na outra livre dos mesmos, trilobado, com lobos laterais eretos e mediano obtuso e bem destacado. coluna ereta, curta, sem asas.

## Filogenia
Diadenium, junto com Comparetia, Ionopsis, Schelochilus e Neokoehleria, faz parte de um dos sete subgrupos de pequeno gêneros, que se constitui em um dos cerca de dez agrupamentos da subtribo Oncidiinae, cujos relacionamentos e classificação, segundo a filogenia, ainda não estão bem delimitados.

## Espécies
1. Diadenium barkeri (Lindl.) Benth. & Hook.f. ex B.D.Jacks., Index Kew. 1: 741 (1893).
2. Diadenium micranthum Poepp. & Endl., Nov. Gen. Sp. Pl. 1: 41 (1836).